# Saizewo (Kaliningrad, Neman)
Saizewo (russisch Зайцево, deutsch Seikwethen, 1938 bis 1945 Ulmental, litauisch Seikviečiai) ist ein Ort in der russischen Oblast Kaliningrad. Er gehört zur kommunalen Selbstverwaltungseinheit Stadtkreis Neman im Rajon Neman.

## Geographische Lage
Saizewo am Flüsschen Arge (russisch: Slaja) liegt 15 Kilometer südwestlich der Kreisstadt Neman (Ragnit) und ist über Nebenstraßen zu erreichen, die von der russischen Fernstraße A 216 (einstige deutsche Reichsstraße 138, heute auch Europastraße 77) bzw. von der Kommunalstraße 27K-187 Kanasch–Nowokolchosnoje (Jurgaitschen/Königskirch–Sandlauken/Sandfelde) abzweigen. Eine Bahnanbindung besteht nicht.

## Geschichte
Das kleine ehemals Seikwethen genannte Dorf bestand vor 1945 aus mehreren kleinen Höfen und Gehöften. Im Jahre 1874 wurde es in den neu errichteten Amtsbezirk Brettschneidern (der Ort hieß russisch: Grusdewo, ist jedoch nicht mehr existent) eingegliedert, der damals zum Kreis Niederung im Regierungsbezirk Gumbinnen der preußischen Provinz Ostpreußen gehörte. Am 1. Juli 1922 wurde der Landkreis Tilsit-Ragnit neu gebildet und der Amtsbezirk Brettschneidern dorthin umgegliedert. Der Ort Seikwethen wurde am 3. Juni 1938 in „Ulmental“ umbenannt.
In Folge des Zweiten Weltkrieges wurde Seikwethen 1945 mit dem gesamten nördlichen Ostpreußen der Sowjetunion zugeordnet. Im Jahre 1947 erhielt der Ort die russische Bezeichnung Saizewo. Gleichzeitig wurde der Ort in den Dorfsowjet Nowokolchosnenski selski Sowet im Rajon Sowetsk eingeordnet. Von 2008 bis 2016 gehörte Saizewo zur Landgemeinde Schilinskoje selskoje posselenije und seither zum Stadtkreis Neman.
Auch nach dem Ende des Zweiten Weltkrieges bestand das Dorf weitgehend unbeschädigt; erst in den 1960/70er Jahren wurden die Gehöfte und sonstigen Häuser zerstört und das Gelände planiert. Gegenwärtig existiert nur noch das kleine Schulhaus, das von zwei russischen Mietparteien bewohnt wird.

### Einwohnerentwicklung
| Jahr | Einwohner |
| ---- | --------- |
| 1910 | 246       |
| 1933 | 135       |
| 1939 | 127       |
| 2002 | 28        |
| 2010 | 35        |

## Kirche
Der weitaus größte Teil der Bevölkerung Seikwethens resp. Ulmentals war vor 1945 evangelischer Konfession. Das Dorf war in das Kirchspiel der Kirche Jurgaitschen (der Ort hieß zwischen 1938 und 1946: Königskirch, heute russisch: Kanasch) eingepfarrt und gehörte zur Diözese Tilsit im Kirchenkreis Tilsit-Ragnit innerhalb der Kirchenprovinz Ostpreußen der Kirche der Altpreußischen Union. Heute liegt Saizewo im Einzugsbereich der in den 1990er Jahren neu entstandenen evangelisch-lutherischen Gemeinde in Slawsk (Heinrichswalde) innerhalb der Propstei Kaliningrad (Königsberg) der Evangelisch-lutherischen Kirche Europäische Russland mit Sitz in Moskau.